# Reinaldo Teles
Reinaldo Costa Teles Pinheiro (Paços de Ferreira, Paços de Ferreira, 14 de Fevereiro de 1950 - Porto, Paranhos, 25 de Novembro de 2020) foi um pugilista, gestor e administrador desportivo do Futebol Clube do Porto, clube ao qual esteve ligado por mais de meio século.

## Biografia
Natural de Paços de Ferreira, ingressou no FC Porto com apenas 12 anos, como praticante de pugilismo. Nesta modalidade sagrou-se campeão regional em 1971 e nacional em 1973-1974 na categoria de pesos-médios.  Após terminar a carreira de atleta ingressa na estrutura do clube como seccionista, a convite de Pinto da Costa, com o qual estabeleceu uma longa relação.
Em 1982 é eleito diretor-adjunto para o futebol, na primeira direção de Pinto da Costa, subindo a diretor do futebol 4 anos mais tarde. Em 1988, após a morte de Luís Teles Roxo torna-se o responsável pelo departamento de futebol sénior e no ano seguinte é distinguido com o Dragão de Ouro para dirigente do ano. A ascensão na estrutura parece não ter fim, sempre como braço direito de Pinto da Costa, e em 1990 é eleito vice-presidente e membro do conselho superior do clube. Com a criação da SAD portista, em 1997, tornou-se administrador executivo, e, no mandato 2020-2024 como administrador não executivo.
Foi distinguido com o Dragão de Ouro para dirigente do ano em 1989 e com o Dragão de Honra em 1998, tendo sido tornado sócio honorário do clube em 1994.
A 27 de Outubro de 2020 deu entrada no Hospital de São João devido a problemas resultantes da infeção com COVID-19, acabando por ser transferido algumas horas depois para a Unidade de Cuidados Intensivos. Faleceu um mês mais tarde, a 25 de Novembro de 2020.      